# Giovanni Grilenzoni
Giovanni Grilenzoni (Reggio nell'Emilia, 6 aprile 1796 – Lugano, 5 marzo 1868) è stato un politico, patriota e imprenditore italiano naturalizzato svizzero.
Fu il principale esponente repubblicano di Reggio nell'Emilia nel XIX secolo.

## Biografia
Iscritto dal padre al collegio militare di Modena, Giovanni Grilenzoni si arruolò nell'esercito estense con il grado di tenente. Abbandonata la vita militare, si avvicinò al nascente mondo delle società segrete ed entrò in quella degli Adelfi nel 1818. Due anni più tardi passò ai sublimi maestri perfetti, diffondendo e propagandando gli ideali della società nei salotti buoni della nobiltà locale. Dopo il fallimento dei moti del 1820-1821 venne spiccato contro di lui ed altri appartenenti alla carboneria reggiana e modenese un mandato d'arresto da parte del tribunale statario di Rubiera, appositamente costituito dagli Austria-Este. L'11 settembre 1822 anno fu condannato a morte in contumacia. Riparò nella cittadina svizzera di Lugano, da dove poi partì per un viaggio alla volta della Francia, dell'Inghilterra e del Belgio. Si dedicò poi all'impresa, dando il via ad un'attività di commercio di granaglie, e s'inserì nella vita culturale svizzera, favorendo la nascita della Filarmonica di Lugano e ottenendo la cittadinanza elvetica nel 1834.
Lasciata la carboneria, si avvicinò alla Giovane Italia dove prese parte all'organizzazione della spedizione in Savoia del 1834. Durante la progettazione dell'impresa Grilenzoni ebbe il modo di conoscere ed ospitare nella sua casa di Lugano Giuseppe Mazzini, il quale tuttavia non rimase, almeno in un primo momento, particolarmente colpito dal repubblicano reggiano.
Nel 1839 il governo ticinese, su pressione di quello austriaco, espulse diversi esuli italiani vicini a Mazzini tra cui Grilenzoni. Egli, per evitare la deportazione si rifugiò nel Canton Argovia, salvo poi rientrare a Lugano quando una rivoluzione liberale rovesciò il governo ticinese e fu revocato l'ordine di espulsione.
Con lo scoppio dei moti del 1848 e la fuga da Modena del duca Francesco V, Grilenzoni fece ritorno nella natia Reggio per contribuire alla causa rivoluzionaria. Assieme al vecchio compare Giuseppe Lamberti, al medico Prospero Pirondi e ad Angelo Manini guidò lo schieramento democratico e repubblicano dei rivoluzionari reggiani. Nominato colonnello della Guardia Nazionale, entrò presto in contrasto con il fronte moderato, favorevole all'annessione del territorio reggiano al Regno di Sardegna. Particolarmente accesa e duratura sarà la rivalità con l'esponente di vertice dei filo-sabaudi reggiani Nicomede Bianchi. Con la firma dell'armistizio di Salasco e la restaurazione del potere ducale, Grilenzoni rientrò in Svizzera da dove si mantenne in stretto contatto epistolare con Mazzini. Negli anni a seguire continuò a servire la causa mazziniana vendendo le cartelle del Prestito Nazionale e gestendo oculatamente il fondo dell'organizzazione. Nell'agosto 1853 fu processato dal tribunale di Coira per un tentativo d'insurrezione nel Tirolo.
Dopo lo scoppio della seconda guerra d'indipendenza italiana e la fuga di Francesco V, Grilenzoni rientrò a Reggio. Qui si fece nuovamente animatore del fronte democratico e repubblicano, in contrapposizione ai liberali moderati filomonarchici. Nonostante il parziale completamento dell'Unità d'Italia, Grilenzoni rimase di solide convinzioni anti-monarchiche e democratiche. Non lesinò infatti di proporre il suffragio universale al fine di favore una maggiore democratizzazione della società. L'8 settembre 1861 fu ricevuto da Vittorio Emanuele II al quale recapitò uno scritto di Mazzini sulla questione romana. Candidatosi nel collegio di Reggio alle elezioni del 1865, fu sostenuto dal periodico La Rivoluzione e da Giuseppe Garibaldi. Tuttavia la sua candidatura fu duramente contrastata dai liberali, animati da Nicomede Bianchi, e dal loro organo di stampa di riferimento, il quotidiano L'Italia Centrale. La polemica politica tra le due fazioni divenne talmente accesa che il direttore dell'Italia Centrale Volpe fu aggredito a bastonate e pugnalate la sera del 22 ottobre. Eletto nel collegio di Castelnovo ne'Monti, Grilenzoni rinunciò al seggio per protestare contro il suffragio ristretto. Il 7 novembre di quello stesso anno Grilenzoni fu duramente attaccato da L'Italia Centrale che pubblicò la sua rinuncia al domicilio a Reggio, due lettere dove si diceva contrario all'annessione di Reggio al Piemonte nel 1848 ed infine due suppliche fatte dallo stesso Grilenzoni al duca Francesco V nel 1858 per poter rientrare a Reggio e qui trascorrervi gli ultimi anni della sua vita. I documenti, reperiti negli archivi estensi, furono consegnati al quotidiano reggiano dal suo acerrimo rivale Nicomede Bianchi, il quale pur negando il gesto, conservò tra le sue carte le prove che provavano la sua colpevolezza.
Morì a Lugano nel 1868 e fu sepolto nel cimitero locale. Nel settembre 1951 i suoi resti furono traslati dalla Svizzera ed inumati nel cimitero di Reggio Emilia.

## Riconoscimenti
A Reggio Emilia è stata dedicata una via a Grilenzoni, mentre a Lugano gli è stato intitolato un piazzale. Nel 1882 fu affissa sulla sua casa natale una lapide con un'epigrafe dettata da Aurelio Saffi.

## Opere
- Conseguenze di una falsa asserzione: brevi parole, Lugano: G. Bianchi, 1847